# Toyota Matrix
Der Toyota Matrix ist ein zwischen 2002 und 2014 vom japanischen Automobilhersteller Toyota in Nordamerika verkauftes Kompaktmodell.
Während der Matrix in Cambridge, Ontario, Kanada gebaut wird, werden seine Schwestermodelle Pontiac Vibe und Toyota Voltz (2002–2004) von NUMMI hergestellt, einem seit den 1980er Jahren bestehenden Joint Venture von General Motors und Toyota in Fremont (Kalifornien).
Technisch basieren der Matrix und seine Geschwister auf der E-Plattform des Toyota Corolla.

## Toyota Matrix

### Erste Generation (2002–2008)
Der Matrix erschien im Herbst 2002 zum Modelljahr 2003. Vom Pontiac Vibe unterscheidet er sich durch anders gestaltete Front- und Heckpartien.
Von 2002 bis 2006 wurde der Vibe als Basismodell, als leistungsstärkerer GT und als Allradmodell angeboten. Für das Modelljahr 2007 beschränkte sich das Modellprogramm auf das Basismodell; Allrad- und GT-Modelle erfüllten die neuen Abgasnormen in den USA nicht mehr.
Im Matrix kommen 1,8 Liter große 16-ventilige Reihenvierzylindermotoren zum Einsatz, die im Grundmodell (Schaltgetriebe oder Automatik) 94–97 kW (128–132 PS), in der Allradversion (nur Automatik) 88–94 kW (120–128 PS) und im XRS (nur Sechsgang-Schaltgetriebe) 122–135 kW (167–183 PS) leisten.
Zum Modelljahr 2005 erfolgte ein leichtes Facelift mit Änderungen an Front und Heckleuchten und einer Umgestaltung des Armaturenbretts.

Logo des Toyota Matrix

|  |

### Zweite Generation (2008–2014)
Parallel zum Pontiac Vibe kam im Februar 2008 die zweite Modellgeneration des Toyota Matrix auf den Markt. Das neue Modell wuchs geringfügig in seinen Dimensionen auf 4,36 Meter Länge und 1,60 Meter Höhe und ist im Design etwas aggressiver gestaltet als der Pontiac Vibe. Als Triebwerke kommen ein 1.8-Liter-Vierzylinder mit 132 PS und ein 2.4-Liter-Vierzylinder mit 158 PS zum Einsatz. Für das kleinere Triebwerk werden ein 5-Gang-Schaltgetriebe angeboten und optional eine 4-Gang-Automatik. Für den 2.4 l ist neben dem Schaltgetriebe eine 5-Gang-Automatik erhältlich.
Der Matrix ist in den Ausführungen Standard, S und XRS erhältlich. In der S-Version ist optional Allradantrieb erhältlich.